# Índice acústico
El índice acústico o índice espacial  es un método para identificar a cuál octava pertenece una nota determinada dentro del sistema de notación occidental estándar.
Combina el nombre de la nota con un número o letra que identifica la octava a la que corresponde esa nota en particular.
El número del índice se coloca inmediatamente después del nombre de la nota: el do central de un piano, según el índice acústico internacional, sería do4, y el la 440 Hz sería la4.
La notación de alturas del sistema de afinación más utilizado en la actualidad (sistema "temperado" o "de temperamento igual") se basa en la escritura de símbolos denominados "notas" sobre un grupo de 11 líneas horizontales paralelas denominado "endecagrama". Cuando se usa el endecagrama (por ejemplo en la escritura para piano) se suele mostrar sólo los dos pentagramas que corresponden a los extremos opuestos del endecagrama y no la línea central, salvo cuando es necesario graficar el do central u otra nota vinculada a dicha línea. Los doce tonos que comprende cada octava dentro del sistema temperado tienen frecuencias que se distancian entre sí siguiendo una escala logarítimica.
Las 12 notas del sistema occidental musical se repiten varias veces dentro del rango audible del oído humano.
Por ejemplo, en un piano de concierto estándar hay hasta siete octavas y un cuarto.
El índice acústico permite especificar la octava concreta en la que se sitúa una nota.

## Índice acústico y sistema de notación
No es lo mismo hablar de «índice acústico» que de «sistema de notación», que se refiere a la manera de nombrar las siete notas (o sea que puede referirse a la notación inglesa, latina, etc.). Un índice acústico se puede utilizar con cualquier sistema de notación.
Sin embargo, en el sistema inglés de notación musical se utiliza casi exclusivamente el índice acústico internacional; por ejemplo:
- A4 (la nota está nombrada de acuerdo con el sistema anglosajón de notación musical y su índice acústico está nombrado de acuerdo con el índice acústico científico)

En cambio, en el sistema latino de notación musical se puede utilizar el índice acústico internacional o el índice acústico francobelga; por ejemplo:
- 440 Hz = la4 (la nota está nombrada de acuerdo con el sistema latino de notación musical y su índice acústico está nombrado de acuerdo con el índice acústico científico)
- 440 Hz = la3 (la nota está nombrada de acuerdo con el sistema latino de notación musical y su índice acústico está nombrado de acuerdo con el índice acústico francobelga)

## Varios sistemas de índice acústico
Existen varios sistemas de índice registral:

### Índice registral científico internacional
El índice registral internacional o índice registral científico asigna el 0 a la nota más grave del órgano, el do0 (de 16,35 Hz), y el la más grave de un piano (27,5 Hz) —que se llama la–1 en el sistema franco-belga— se llama la0.
De esta manera, el do central del piano (261,63 Hz) sería un do4, y el la de esa misma octava (el famoso «la 440») se llamaría la4.
Este sistema fue normalizado en el 121.º (centésimo vigésimo primer) encuentro de la ASA (Acoustical Society of America: Sociedad Acústica de Estados Unidos) en Nueva York, en 1939.
Aunque el índice acústico ha sido diseñado para describir sonidos audibles, también permite especificar la frecuencia de fenómenos no audibles.
Por ejemplo, cuando el satélite Observatorio Chandra de Rayos X descubrió un agujero negro que propaga una onda de presión cada 10 millones de años, la NASA describió esa oscilación como un si♭–53 (si bemol menos cincuenta y tres), el si♭ que sonaría 57 octavas más grave que el do central del piano.

#### Utilización geográfica del índice científico internacional
- Canadá y Estados Unidos
- Resto del continente americano[3]
- México, donde convive con la versión modificada del «índice registral de Riemann» (do central = do5).
- Gran parte de Asia, excepto los países que fueron en su día colonias francesas, españolas o portuguesas (que utilizan el sistema francobelga).
- Todos los países de Europa, excepto Bélgica, Francia y España.[4][5]

y algunas regiones de España.¿Cuáles?

### Índice registral franco-belga
El sistema franco-belga toma como referencia el do de la segunda línea adicional inferior en clave de fa, dándole el nombre de do1 (que se lee «do uno».
El problema es que para notas más graves se deben utilizar números negativos; por ejemplo, la nota más grave del órgano (dos octavas debajo del do arriba citado, entendiendo como tal el do más grave con un registro de 32 pies) se llama do–2 (que se lee «do menos dos») en este sistema, puesto que no existe octava 0 en este sistema, sino que pasa de la 1 a la -1. El la más grave del piano (27,5 Hz) —la0 en el sistema científico internacional— se llama la–2 en el sistema franco-belga, y el la 440 Hz, la3.

#### Utilización geográfica del índice franco-belga
- Bélgica
- Francia
- algunas regiones de España[4][1] [6]

### Índice registral de Helmholtz
El sistema de Helmholtz fue desarrollado por el científico alemán Hermann von Helmholtz (1821-1894), quien utilizó una combinación de letras mayúsculas y minúsculas (de la A a la G), y los símbolos prima (′) y subprima (͵) para describir cada nota individual de las distintas octavas. De esta manera el do central del piano sería llamado c' y el la 440 Hz, a', y en la octava siguiente hablaríamos de c'' y a''. El famoso fa del aria de la Reina de la Noche sería así un f'''. La octavas inferiores a c, serían C (usando mayúscula, para el do dos líneas adicionales al pentagrama en clave de fa), C͵ para la siguiente, y para el la más grave del piano, sería el A͵͵ con mayúscula y dos subprimas. 
El musicólogo alemán Hugo Riemann (1849-1919) adoptó una variante gráfica de este mismo sistema, descrita con claridad en el influyente Riemann Musiklexikon (1884) y adoptada en sus otros escritos. Las traducciones españolas de sus textos publicadas por la editorial Labor optaron, sin embargo, por sustituir sus índices por otros, partiendo del criterio de adjudicar el número 1 al do más grave que el oído puede percibir; de este modo el do central se llama do5. Este nuevo índice no se afianzó en España ni en otros países hispanohablantes, pero sí en México, donde todavía hoy en día está en uso.

#### Utilización geográfica del índice alemán
- México, donde convive con el índice científico internacional (do central = do5), que se utiliza en universidades y entre los músicos profesionales.